# Михайловка (Кур'їнський район)
Миха́йловка (рос. Михайловка) — село у складі Кур'їнського району Алтайського краю, Росія. Входить до складу Усть-Таловської сільської ради.

## Населення
Населення — 18 осіб (2010; 129 у 2002).
Національний склад (станом на 2002 рік):
- росіяни — 97 %